# Снорре, Оскар
Оскар Сннорре Ольсен Фригаст (дат. Oskar Snorre Olsen Frigast; родился 26 января 1999 года, Вейби, Дания) — датский футболист, вратарь клуба «Люнгбю».

## Клубная карьера
Снорре — воспитанник клуба «Люнгбю». 11 февраля 2018 года в матче против «Брондбю» он дебютировал в датской Суперлиге. По итогам сезона клуб вылетел из элиты, но Оскар остался в команде. Летом 2019 года Снорре на правах аренды перешёл в норвежский «Хёугесунн». 25 августа в матче против «Лиллестрёма» он дебютировал в Типпелиге. В начале 2020 года Оскар вернулся в «Люнгбю».

## Международная карьера
В 2016 году в составе юношеской сборной Дании Снорре принял участие в юношеском чемпионате Европы в Азербайджане. На турнире он сыграл в матчах против команд Франции, Швеции и Англии.